# 씽크센터

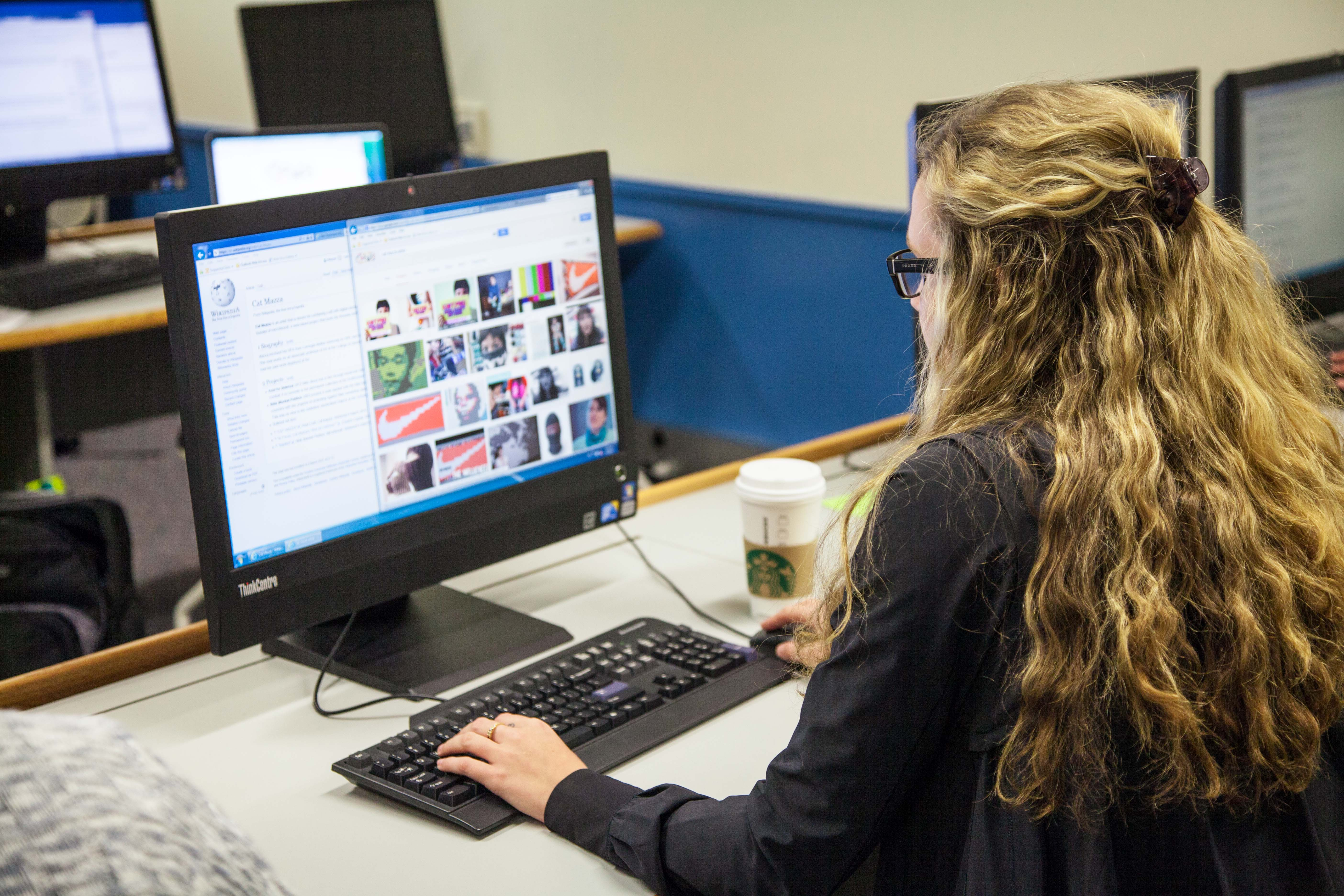

씽크센터(ThinkCentre)는 2003년부터 IBM(International Business Machines)이 초기 모델을 설계, 개발 및 판매한 비즈니스 지향 데스크톱 컴퓨터 제품군의 브랜드이다. 2005년 IBM은 씽크센터 브랜드를 포함한 PC 사업부를 레노버에 매각했다. 씽크센터 컴퓨터에는 일반적으로 중급~고급 프로세서, 개별 그래픽 카드 옵션 및 다중 모니터 지원이 포함된다.

## 저명한 모델
- ThinkCentre X1
- ThinkCentre Tiny-In-One II
- Chromebox Tiny
- M83 Tiny
- S50
- A 시리즈
  - A60
  - A55
  - A58 및 M58e

## 같이 보기
- 씽크패드